# كلوروتوكسين
الكلوروتوكسين هو ببتيد من الأحماض الأمينية يوجد في زعاف عقرب فلسطين الأصفر الذي يسد قنوات الكلوريد ذات الموصلية الصغيرة. سمحت حقيقة ارتباط الكلوروتوكسين بشكل تفضيلي بخلايا الورم الدبقي بتطوير طرق لعلاج وتشخيص عدة أنواع من السرطان.

## الكيمياء
الكلوروتوكسين هو سم صغير وفي درجة الحموضة 7 يكون شحنة موجبة للغاية. إنه ببتيد يتكون من 36 حمض أميني، مع 8 سيستين تشكل 4 روابط ثاني كبريتيد. يحتوي الكلوروتوكسين على تماثل تسلسلي كبير لفئة السموم الحشرية الصغيرة.

## استهداف
الكلوروتوكسين هو أول يجند ببتيد عالي التقارب تم الإبلاغ عنه لقنوات Cl وهو يحجب قنوات كلوريد الموصلية الصغيرة. يمكن إغلاق كل قناة كلوريد بواسطة جزيء يجند واحد فقط.
باستخدام الكلوروتوكسين المؤتلف، أُثبت أن الكلوروتوكسين يتفاعل بشكل خاص وانتقائي مع الأشكال الإسوية MMP-2 التي تنظم بشكل خاص في الأورام الدبقية والسرطانات ذات الصلة ، ولكن لا يتم التعبير عنها عادة في الدماغ.